# Oriči
Oriči è una cittadina della Russia europea centro-settentrionale, situata nella oblast' di Kirov; appartiene amministrativamente al rajon Oričevskij, del quale è il capoluogo ed il maggiore centro urbano.